# فرهنگ مشتقات مصادر فارسی
فرهنگ مشتقات مصادر فارسی کتابی از کامیاب خلیلی است که در سال ۱۳۷۲ منتشر و در مراسم کتاب سال جمهوری اسلامی ایران به‌عنوان کتاب برگزیده معرفی شد.